# Louville-la-Chenard
Pour les articles homonymes, voir Chenard.
Louville-la-Chenard est une commune française située dans le département d'Eure-et-Loir, en région Centre-Val de Loire.

## Géographie

### Situation

Situation géographique
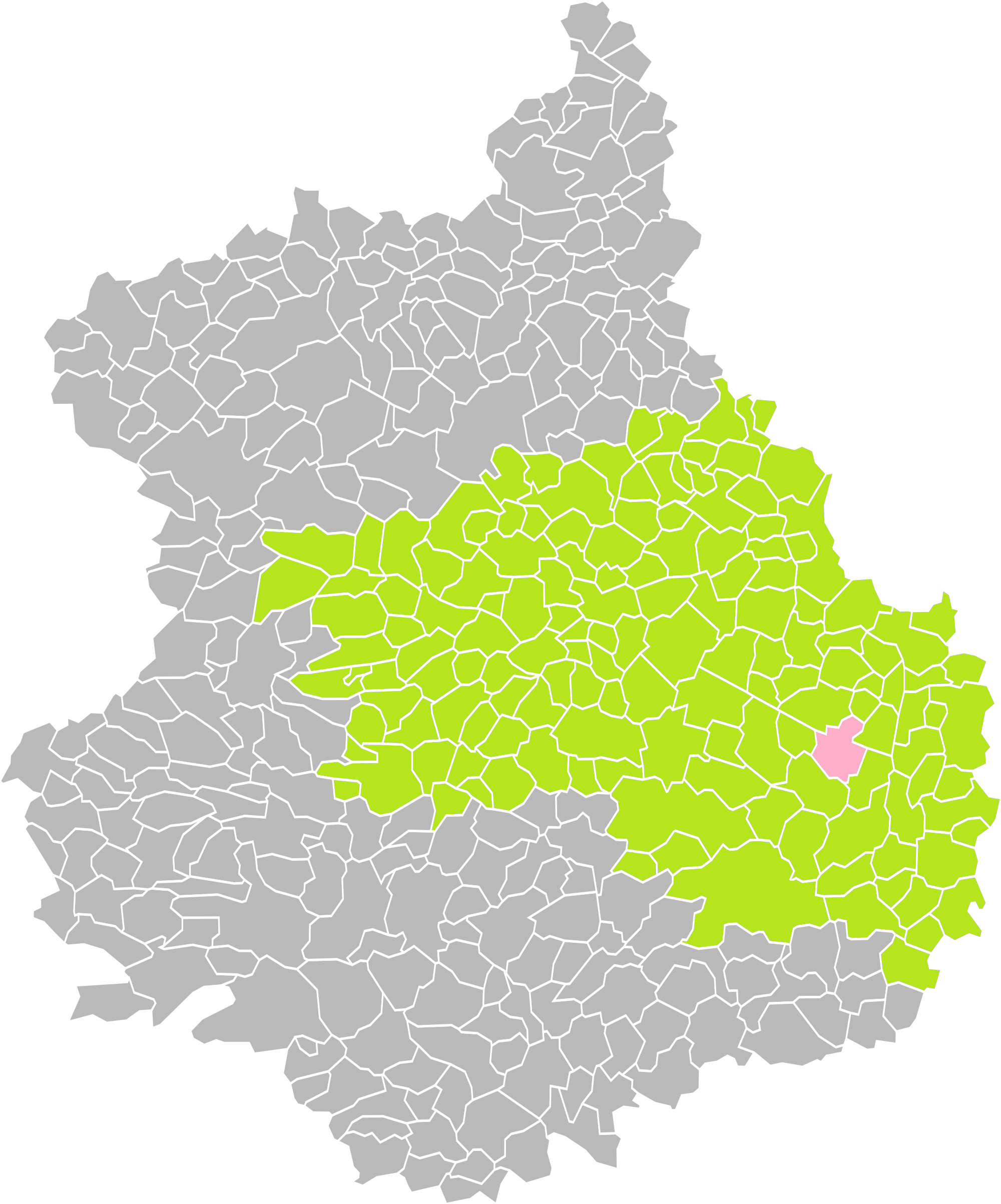
Louville-la-Chenard dans son arrondissement.
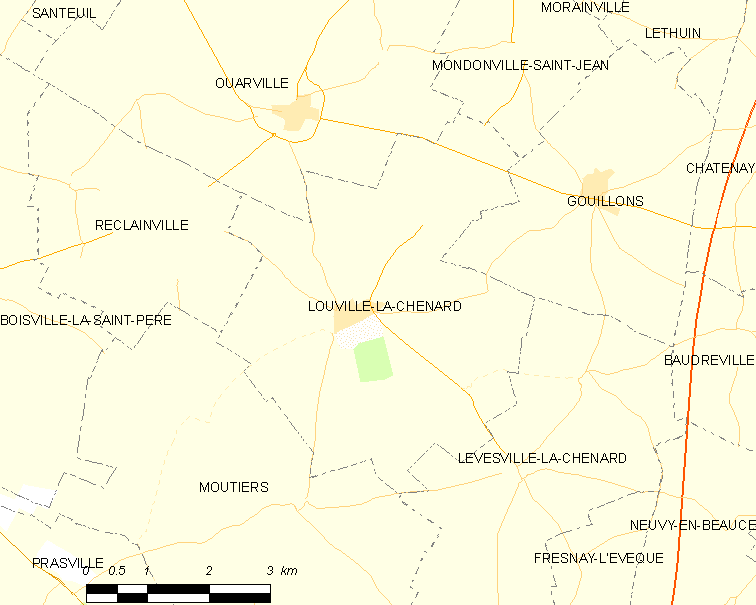
Carte de la commune de Louville-la-Chenard.

### Communes limitrophes
|              | Ouarville           | Mondonville-Saint-Jean |
| Réclainville | Louville-la-Chenard | Gouillons              |
|              | Moutiers            | Levesville-la-Chenard  |

### Climat
Le climat qui caractérise la commune est qualifié, en 2010, de « climat océanique dégradé des plaines du Centre et du Nord », selon la typologie des climats de la France qui compte alors huit grands types de climats en métropole. En 2020, la commune ressort du type « climat océanique altéré » dans la classification établie par Météo-France, qui ne compte désormais, en première approche, que cinq grands types de climats en métropole. Il s’agit d’une zone de transition entre le climat océanique, le climat de montagne et le climat semi-continental. Les écarts de température entre hiver et été augmentent avec l'éloignement de la mer. La pluviométrie est plus faible qu'en bord de mer, sauf aux abords des reliefs.
Les paramètres climatiques qui ont permis d’établir la typologie de 2010 comportent six variables pour les températures et huit pour les précipitations, dont les valeurs correspondent aux données mensuelles sur la normale 1971-2000. Les sept principales variables caractérisant la commune sont présentées dans l'encadré ci-après.
| Paramètres climatiques communaux sur la période 1971-2000 - Moyenne annuelle de température : 10,6 °C - Nombre de jours avec une température inférieure à −5 °C : 3,1 j - Nombre de jours avec une température supérieure à 30 °C : 3,9 j - Amplitude thermique annuelle : 15 °C - Cumuls annuels de précipitation : 648 mm - Nombre de jours de précipitation en janvier : 10,7 j - Nombre de jours de précipitation en juillet : 7,6 j |

Avec le changement climatique, ces variables ont évolué. Une étude réalisée en 2014 par la Direction générale de l'Énergie et du Climat complétée par des études régionales prévoit en effet que la  température moyenne devrait croître et la pluviométrie moyenne baisser, avec toutefois de fortes variations régionales. La station météorologique de Météo-France installée sur la commune et mise en service en 1995 permet de connaître l'évolution des indicateurs météorologiques. Le tableau détaillé pour la période 1981-2010 est présenté ci-après.
| Mois                                  | jan.          | fév.           | mars           | avril         | mai           | juin          | jui.          | août           | sep.          | oct.            | nov.           | déc.           | année     |
| ------------------------------------- | ------------- | -------------- | -------------- | ------------- | ------------- | ------------- | ------------- | -------------- | ------------- | --------------- | -------------- | -------------- | --------- |
| Température minimale moyenne (°C)     | 1             | 1,3            | 2,9            | 4,7           | 8,4           | 11            | 12,6          | 13             | 10            | 7,6             | 4              | 1,3            | 6,5       |
| Température moyenne (°C)              | 3,7           | 4,8            | 7,5            | 10,3          | 14,1          | 17,3          | 19,1          | 19,5           | 16,1          | 12,1            | 7,1            | 3,8            | 11,3      |
| Température maximale moyenne (°C)     | 6,3           | 8,3            | 12,2           | 16            | 19,8          | 23,7          | 25,7          | 25,9           | 22,2          | 16,5            | 10,2           | 6,3            | 16,1      |
| Record de froid (°C) date du record   | −16 08.01.10  | −14,6 07.02.12 | −15,1 01.03.05 | −4,2 11.04.03 | −0,5 06.05.19 | 2,1 01.06.06  | 5,8 31.07.15  | 3,8 29.08.1998 | 2,1 30.09.18  | −4,6 30.10.1997 | −13,3 30.11.10 | −11,6 18.12.09 | −16 2010  |
| Record de chaleur (°C) date du record | 15,5 27.01.03 | 20,2 27.02.19  | 23,3 30.03.17  | 28,1 21.04.18 | 32,1 28.05.17 | 36,4 27.06.11 | 40,7 25.07.19 | 41,1 06.08.03  | 34,1 14.09.20 | 30,6 01.10.11   | 21,3 07.11.15  | 16,9 07.12.00  | 41,1 2003 |
| Précipitations (mm)                   | 47,6          | 43,4           | 42             | 44,2          | 56            | 48,5          | 57,1          | 50,1           | 37,7          | 62,6            | 64,7           | 64,9           | 618,8     |

## Urbanisme

### Typologie
Au 1er janvier 2024, Louville-la-Chenard est catégorisée commune rurale à habitat dispersé, selon la nouvelle grille communale de densité à 7 niveaux définie par l'Insee en 2022.
Elle est située hors unité urbaine. Par ailleurs la commune fait partie de l'aire d'attraction de Paris, dont elle est une commune de la couronne,. 

### Occupation des sols
L'occupation des sols de la commune, telle qu'elle ressort de la base de données européenne d’occupation biophysique des sols Corine Land Cover (CLC), est marquée par l'importance des territoires agricoles (96,8 % en 2018), une proportion sensiblement équivalente à celle de 1990 (97 %). La répartition détaillée en 2018 est la suivante : terres arables (95,4 %), forêts (1,7 %), zones urbanisées (1,5 %), zones agricoles hétérogènes (1,4 %). L'évolution de l’occupation des sols de la commune et de ses infrastructures peut être observée sur les différentes représentations cartographiques du territoire : la carte de Cassini (XVIIIe siècle), la carte d'état-major (1820-1866) et les cartes ou photos aériennes de l'IGN pour la période actuelle (1950 à aujourd'hui).

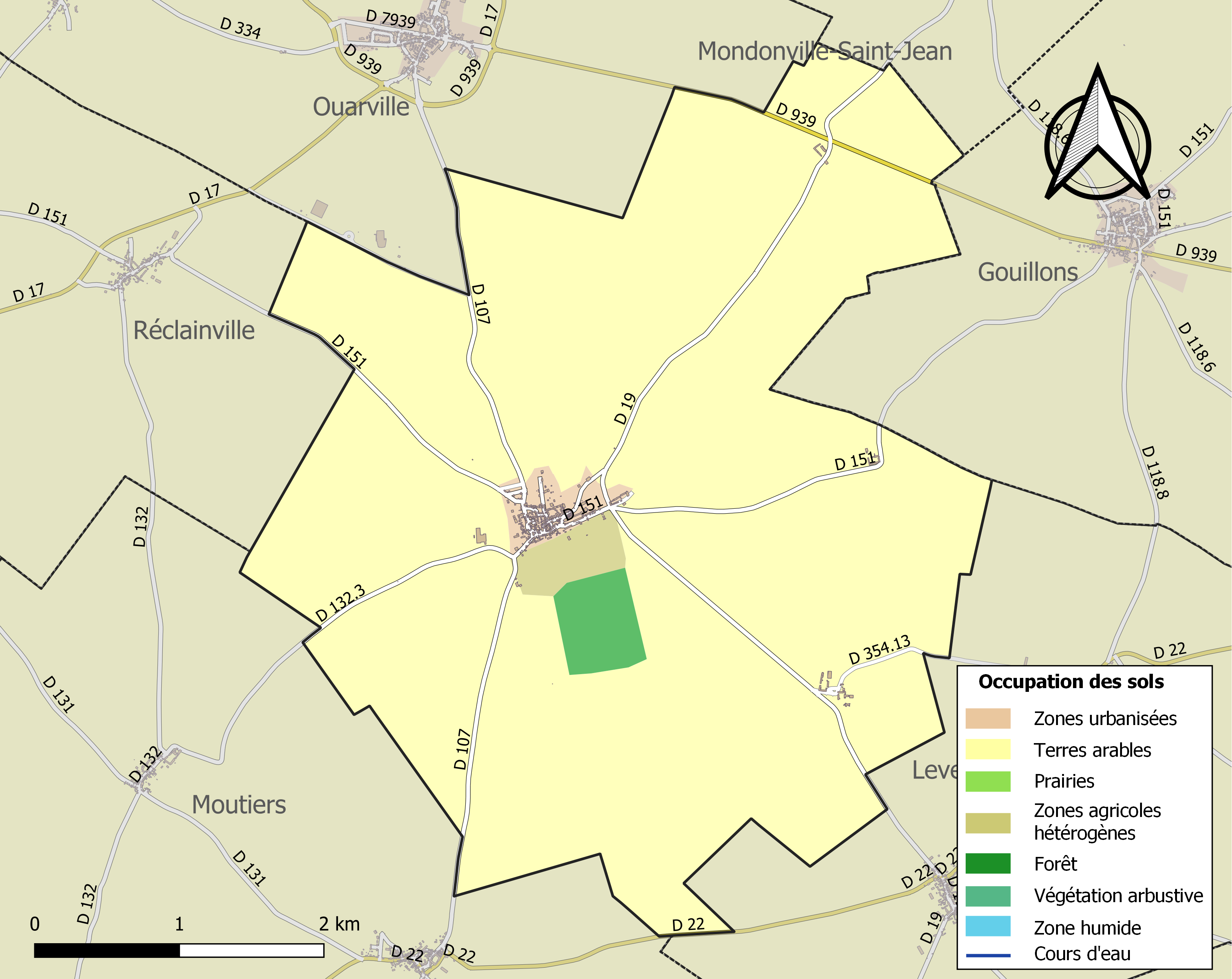
Carte des infrastructures et de l'occupation des sols de la commune en 2018 (CLC).

### Risques majeurs
Le territoire de la commune de Louville-la-Chenard est vulnérable à différents aléas naturels : météorologiques (tempête, orage, neige, grand froid, canicule ou sécheresse), inondations, mouvements de terrains et séisme (sismicité très faible). Il est également exposé à un risque technologique, le transport de matières dangereuses. Un site publié par le BRGM permet d'évaluer simplement et rapidement les risques d'un bien localisé soit par son adresse soit par le numéro de sa parcelle.

#### Risques naturels
Certaines parties du territoire communal sont susceptibles d’être affectées par le risque d’inondation par débordement de cours d'eau, notamment le ruisseau de l'Ancien étang de Pot de Vin. La commune a été reconnue en état de catastrophe naturelle au titre des dommages causés par les inondations et coulées de boue survenues en 1999 et 2001,.

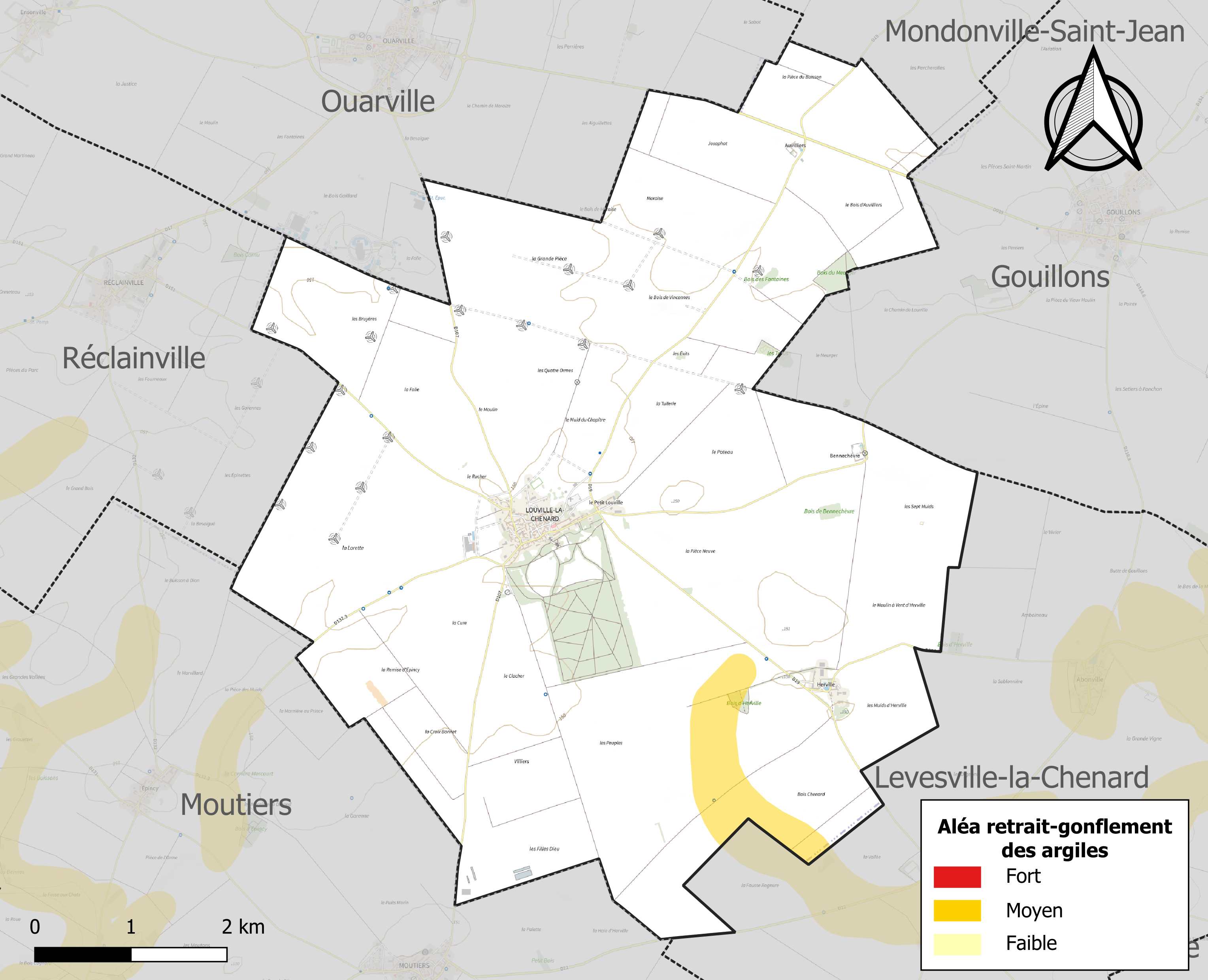
Carte des zones d'aléa retrait-gonflement des sols argileux de Louville-la-Chenard.

Les mouvements de terrains susceptibles de se produire sur la commune sont des affaissements et effondrements liés aux cavités souterraines. L'inventaire national des cavités souterraines permet de localiser celles situées sur la commune.
Le retrait-gonflement des sols argileux est susceptible d'engendrer des dommages importants aux bâtiments en cas d’alternance de périodes de sécheresse et de pluie. 2,6 % de la superficie communale est en aléa moyen ou fort (52,8 % au niveau départemental et 48,5 % au niveau national). Sur les 141 bâtiments dénombrés sur la commune en 2019, 0 sont en aléa moyen ou fort, soit 0 %, à comparer aux 70 % au niveau départemental et 54 % au niveau national. Une cartographie de l'exposition du territoire national au retrait gonflement des sols argileux est disponible sur le site du BRGM,.
Concernant les mouvements de terrains, la commune a été reconnue en état de catastrophe naturelle au titre des dommages causés par des mouvements de terrain en 1999.

#### Risques technologiques
Le risque de transport de matières dangereuses sur la commune est lié à sa traversée par des infrastructures routières ou ferroviaires importantes ou la présence d'une canalisation de transport d'hydrocarbures. Un accident se produisant sur de telles infrastructures est en effet susceptible d’avoir des effets graves au bâti ou aux personnes jusqu’à 350 m, selon la nature du matériau transporté. Des dispositions d’urbanisme peuvent être préconisées en conséquence.

## Toponymie
Le nom de la localité est attesté sous la forme « Philippus  Chamardi de parochia Loville » au XIIe siècle.
Les Chenard, originaires de Beauce, dont l'origine remonterait à Goislin Chenard, sont qualifiés seigneurs de Levesville.

## Histoire

### Ancien Régime

#### Les Chenard
Les Chenard, originaires de Beauce, dont l'origine remonterait à Goislin Chenard, sont qualifiés seigneur de Louville, en 1101. En 1481, Louis XI concède à Jean d'Allonville, son chambellan, la haute, moyenne et basse justice à la terre de Louville. Celle-ci reste dans la famille jusqu'au XVIIIe siècle. Charles Auguste d'Allonville fait reconstruire le château sur le modèle de l'hôtel d'Humières à Paris, il y meurt en 1731.

### Époque contemporaine

#### L'incendie de 1844
« Une catastrophe calamiteuse vient de frapper le chef-lieu de la commune de Louville-la-Chenard. Un incendie causé par imprudence a réduit en cendres, dans la journée de lundi dernier (12 août 1844), la presque totalité de ce bourg populeux. Maintenant les trop nombreuses victimes de ce désastre sont sans asile, sans vêtements, sans pain. ». Pour recueillir des fonds de secours, l’évêque de Chartres demande aux curés de faire des quêtes à domicile.

## Politique et administration

### Liste des maires
| Période                                  | Période   | Identité            | Étiquette | Qualité |
| ---------------------------------------- | --------- | ------------------- | --------- | ------- |
| mars 2001                                | 2014      | Gérald Mardelet     |           |         |
| mars 2014                                | août 2019 | Jean-Pierre Porcher | SE        | Cadre   |
| août 2019                                | En cours  | Hervé Mardelet      |           |         |
| Les données manquantes sont à compléter. |           |                     |           |         |

## Population et société

### Démographie
L'évolution du nombre d'habitants est connue à travers les recensements de la population effectués dans la commune depuis 1793. Pour les communes de moins de 10 000 habitants, une enquête de recensement portant sur toute la population est réalisée tous les cinq ans, les populations de référence des années intermédiaires étant quant à elles estimées par interpolation ou extrapolation. Pour la commune, le premier recensement exhaustif entrant dans le cadre du nouveau dispositif a été réalisé en 2008.

En 2022, la commune comptait 247 habitants, en évolution de −1,98 % par rapport à 2016 (Eure-et-Loir : −0,23 %, France hors Mayotte : +2,11 %).
| 1793 | 1800 | 1806 | 1821 | 1831 | 1836 | 1841 | 1846 | 1851 |
| ---- | ---- | ---- | ---- | ---- | ---- | ---- | ---- | ---- |
| 633  | 595  | 609  | 563  | 619  | 630  | 611  | 614  | 589  |

| 1856 | 1861 | 1866 | 1872 | 1876 | 1881 | 1886 | 1891 | 1896 |
| ---- | ---- | ---- | ---- | ---- | ---- | ---- | ---- | ---- |
| 607  | 610  | 623  | 603  | 580  | 539  | 557  | 553  | 523  |

| 1901 | 1906 | 1911 | 1921 | 1926 | 1931 | 1936 | 1946 | 1954 |
| ---- | ---- | ---- | ---- | ---- | ---- | ---- | ---- | ---- |
| 482  | 486  | 480  | 416  | 407  | 393  | 375  | 391  | 318  |

| 1962 | 1968 | 1975 | 1982 | 1990 | 1999 | 2006 | 2008 | 2013 |
| ---- | ---- | ---- | ---- | ---- | ---- | ---- | ---- | ---- |
| 264  | 242  | 193  | 210  | 228  | 239  | 273  | 283  | 262  |

| 2018 | 2022 | - | - | - | - | - | - | - |
| ---- | ---- | - | - | - | - | - | - | - |
| 253  | 247  | - | - | - | - | - | - | - |

### Enseignement
En janvier 2018, les enfants du village sont accueillis à l'école voisine de Ouarville, qui compte cinq classes d'enseignement maternel et primaire.

## Économie

### Parcs éoliens

#### Parcs Evits et Josephat - La remise Réclainville
Pour chacun de ces parcs, six turbines Vestas V80/2000, d'une puissance nominale de 2 MW chacune, sont mises en service en janvier 2006, développant une puissance totale de 10 MW. L'opérateur d'Evits et Josephat est la société Ardian, celui de la remise de Réclainville, la société WPO.

#### Parc de la remise des Bruyères
En septembre 2006, six nouvelles turbines identiques sont mises en service par WPO sur le parc de la remise des Bruyères.

#### Parc Louville 2
En 2017, 5 turbines Vestas V112/3300, d'une puissance de 3,3 MW chacune, sont mises en service, totalisant une puissance de 16,5 MW.

## Culture locale et patrimoine

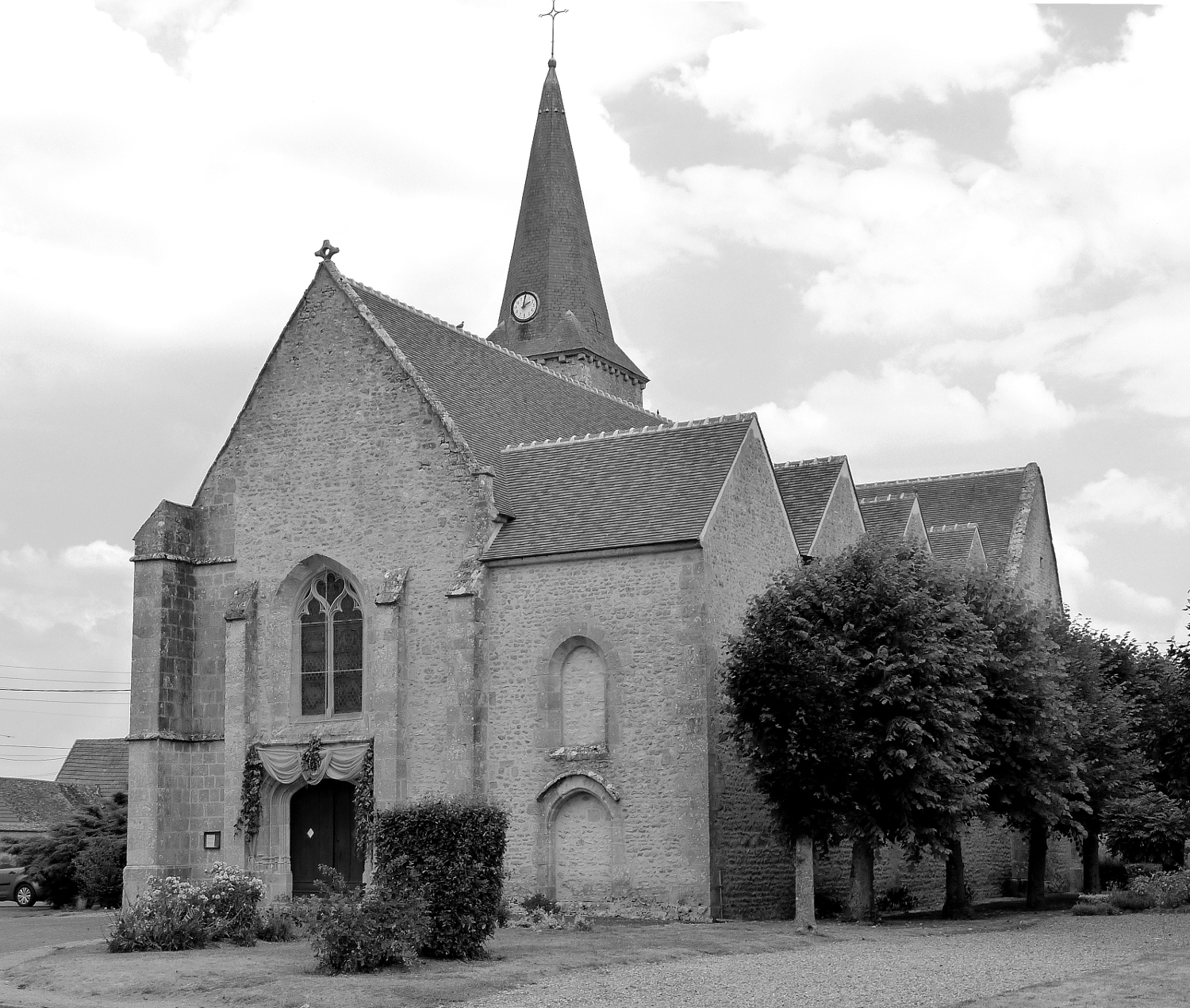
L'église Saint-Chéron.

### Lieux et monuments
- Église Saint-Chéron. Elle possède un groupe sculpté représentant la Trinité, daté du XVIIe siècle, et référencé sur la base Palissy du Ministère de la Culture, inventoriant le patrimoine mobilier faisant l'objet d'une protection[29] ;
- Château de Louville. Il a été construit au début du XIXe siècle puis entièrement rénové à la fin de ce même siècle par Maurice d'Hulst, fondateur et premier recteur de l'Institut catholique de Paris. Il n'en subsiste aujourd'hui que l'entrée de la propriété avec ses douves sèches et son portail NB :48° 19′ 24″ N, 1° 47′ 20″ E ?[réf. nécessaire].

### Personnalités liées à la commune
- Charles Auguste d'Allonville de Louville (1664-1731), homme politique connu comme le marquis de Louville, est né au château de Louville. Louville est en effet érigé en marquisat de son temps ;
- Jacques d'Allonville de Louville (1671-1732), connu comme le chevalier de Louville, mathématicien et astronome, frère de Charles Auguste est également né au château. Voltaire écrit que le chevalier de Louville « s’est distingué parmi la foule de ceux qui ont fait honneur au siècle de Louis XIV »[30] .
- Louis-Clair de Beaupoil de Saint-Aulaire (1878-1854) s'est marié dans le commune le 3 juin 1809 avec Victoire de Grimoard de Beauvoir du Roure de Beaumont-Brison (1791-1874).[réf. nécessaire]

### Héraldique
|  | Les armes de la commune se blasonnent ainsi : d’argent aux deux fasces de sable. |